# Municipio de Bennington (condado de Morrow)
El municipio de Bennington (en inglés: Bennington Township) es un municipio ubicado en el condado de Morrow en el estado estadounidense de Ohio. En el año 2010 tenía una población de 3102 habitantes y una densidad poblacional de 47,47 personas por km².

## Geografía
El municipio de Bennington se encuentra ubicado en las coordenadas 40°23′4″N 82°47′39″O / 40.38444, -82.79417. Según la Oficina del Censo de los Estados Unidos, el municipio tiene una superficie total de 65.35 km², de la cual 65.28 km² corresponden a tierra firme y (0.1%) 0.07 km² es agua.

## Demografía
Según el censo de 2010, había 3102 personas residiendo en el municipio de Bennington. La densidad de población era de 47,47 hab./km². De los 3102 habitantes, el municipio de Bennington estaba compuesto por el 97.36% blancos, el 0.19% eran afroamericanos, el 0.16% eran amerindios, el 0.19% eran asiáticos, el 0.03% eran isleños del Pacífico, el 0.68% eran de otras razas y el 1.39% pertenecían a dos o más razas. Del total de la población el 1.97% eran hispanos o latinos de cualquier raza.